# Plaza De Toros De Navalmoral
Plaza De Toros De Navalmoral är en amfiteater i Spanien.   Den ligger i provinsen Provincia de Cáceres och regionen Extremadura, i den centrala delen av landet, 170 km väster om huvudstaden Madrid. Plaza De Toros De Navalmoral ligger 290 meter över havet.
Terrängen runt Plaza De Toros De Navalmoral är platt, och sluttar norrut. Runt Plaza De Toros De Navalmoral är det glesbefolkat, med 12 invånare per kvadratkilometer. Närmaste större samhälle är Navalmoral de la Mata, 0,73 km öster om Plaza De Toros De Navalmoral. Trakten runt Plaza De Toros De Navalmoral består till största delen av jordbruksmark.